# Tephrosia seemannii
Tephrosia seemannii är en ärtväxtart som först beskrevs av James Britten och Baker f., och fick sitt nu gällande namn av Karl Moritz Schumann. Tephrosia seemannii ingår i släktet Tephrosia och familjen ärtväxter. Inga underarter finns listade i Catalogue of Life.